# Macklin Celebrini
Macklin Celebrini (* 13. června 2006, North Vancouver, Britská Kolumbie) je kanadský hokejový útočník hrající za tým San Jose Sharks v kanadsko-americké NHL. V roce 2024 se jej jako prvního v celkovém pořadí vybrali Sharks v draftu NHL.

## Hráčská kariéra

### San Jose Sharks (2024–)
Celebrini byl draftován jako první v pořadí v draftu NHL v roce 2024 týmem San Jose Sharks. 6. července 2024 podepsal se žraloky tříletou vstupní smlouvu.

## Reprezentační kariéra
V pouhých 16 letech Celebrini reprezentoval Kanadu na Mistrovství světa v ledním hokeji do 18 let 2023, které se pořádalo ve Švýcarsku. Svými výkony přispěl k bronzové medaili, kterou sám vystřelil vítězným gólem v prodloužení proti Slovensku. Turnaj ukončil s 15 body (6+9), čímž vyrovnal kanadský rekord v bodování na tomto turnaji.
Byl nejmladším hráčem nominovaným do výběru Kanady pro Mistrovství světa juniorů v ledním hokeji 2024 ve Švédsku. Přesto byl nejproduktivnějším hráčem týmu a turnaj ukončil s 8 body (4+4). Cenný kov ovšem nezískal, Kanada turnaj opustila předčasně po překvapivé prohře 2-3 ve čtvrtfinále s Českou reprezentací.
Díky jeho výkonům byl nominován do předběžného výběru Kanady pro Mistrovství světa v ledním hokeji 2024 v Praze a Ostravě. Odehrál přípravný zápas proti Rakousku, ale do finálního týmu Kanady se nedostal kvůli příjezdu několika zvučných posil z NHL.

## Ocenění a úspěchy
- 2025 NHL – Nováček listopadu 2024

## Prvenství
- Debut v NHL – 10. října 2024 (San Jose Sharks proti St. Louis Blues)
- První gól v NHL – 10. října 2024 (San Jose Sharks proti St. Louis Blues, kanadskému brankáři Joel Hofer)
- První asistence v NHL – 10. října 2024 (San Jose Sharks proti St. Louis Blues)
- První hattrick v NHL – 9. dubna 2025 (Minnesota Wild proti San Jose Sharks)

## Statistiky

### Klubové statistiky
| Sezóna       | Klub              | Soutěž       |    | Základní část | Základní část | Základní část | Základní část | Základní část |   | Play off | Play off | Play off | Play off | Play off |
| Sezóna       | Klub              | Soutěž       | Z  | G             | A             | B             | TM            | Z             | G | A        | B        | TM       |          |          |
| 2022–23      | Chicago Steel     | USHL         | 50 | 46            | 40            | 86            | 62            | 2             | 0 | 0        | 0        | 2        |          |          |
| 2023–24      | Boston University | HE           | 38 | 32            | 32            | 64            | 18            | —             | — | —        | —        | —        |          |          |
| 2024–25      | San Jose Sharks   | NHL          | 70 | 25            | 38            | 63            | 28            | —             | — | —        | —        | —        |          |          |
| NHL celkově  | NHL celkově       | NHL celkově  | 70 | 25            | 38            | 63            | 28            | —             | — | —        | —        | —        |          |          |
| NCAA celkově | NCAA celkově      | NCAA celkově | 38 | 32            | 32            | 64            | 18            | —             | — | —        | —        | —        |          |          |

### Reprezentace
| Rok                       | Tým                       | Soutěž                    | Z  | G  | A  | B  | TM |
| ------------------------- | ------------------------- | ------------------------- | -- | -- | -- | -- | -- |
| 2023                      | Kanada 18                 | MS-18                     | 7  | 6  | 9  | 15 | 6  |
| 2024                      | Kanada 20                 | MS-20                     | 5  | 4  | 4  | 8  | 0  |
| Juniorská kariéra celkově | Juniorská kariéra celkově | Juniorská kariéra celkově | 12 | 10 | 13 | 23 | 6  |